# The Gap (альбом Joan of Arc)
The Gap — четвёртый студийный альбом американской инди-рок-группы Joan of Arc, выпущенный 3 октября 2000 года лейблом Jade Tree.

## История
Альбом был почти полностью создан с помощью Pro Tools.

## Отзывы
| Оценки критиков                   | Оценки критиков |
| Источник                          | Оценка          |
| --------------------------------- | --------------- |
| AllMusic                          | [ 5 ]           |
| The Encyclopedia of Popular Music | [ 3 ]           |
| Pitchfork                         | 1.9/10          |
| Spin                              | 8/10            |

Exclaim! написал: «С каждым альбомом группа все дальше продвигает своё мастерство в создании непонятного, и The Gap — главный результат этого». The Chicago Tribune назвала альбом «разочаровывающим, смелым и иногда не поддающимся прослушиванию в каноне группы». PopMatters написал, что это «возможно, один из самых не поддающихся прослушиванию альбомов в истории».

## Список композиций
1. (You) [I] Can Not See (You) [Me] As (I) [You] Can — 3:19
2. As Black Pants Make Cat Hairs Appear — 7:48
3. Knife Fights Every Night — 5:07
4. John Cassavetes, Assata Shakur, And Guy Debord Walk Into A Bar… — 0:54
5. Another Brick At The Gap (Part 2) — 2:57
6. Zelda — 1:56
7. «Pleasure Isn’t Simple» — 3:18
8. Me And America (Or) The United Colors Of The Gap — 5:18
9. Your Impersonation This Morning Of Me Last Night — 9:11
10. Outside The Gap — 2:45